# Xanthoparmelia dwaasbergensis
Xanthoparmelia dwaasbergensis är en lavart som först beskrevs av Brusse, och fick sitt nu gällande namn av Elix. Xanthoparmelia dwaasbergensis ingår i släktet Xanthoparmelia och familjen Parmeliaceae.   Inga underarter finns listade i Catalogue of Life.